# مترية فريدمان-لوميتر-روبرتسون-ووكر
مترية فريدمان–لوميتر–روبرتسون–ووكر  (FLRW) هو حل دقيق [الإنجليزية] لمعادلات أينشتاين للمجال في النسبية العامة. يصف هذا الحل فضاءً كونيًا متجانسًا موحد الخواص آخذًا بالتوسع (أو آخذ بالتقلص) مرتبط بمسار، ولكن ليس بالضرورة مرتبطًا ببساطة. يتبع الشكل العام للمترية الخصائص الهندسية للتجانس توحد الخواص. استُخدمت معادلات أينشتاين للمجال فقط لاشتقاق مقياس التحجيم للكون كدالة زمنية. اعتمادًا على التفضيلات الجغرافية أو التاريخية، جُمعت أسماء العلماء الأربعة - ألكسندر فريدمان، وجورج لوميتر، وهوارد بيرسي روبرتسون، وآرثر جيفري ووكر – لتسمية هذه المترية بطرق مختلفة: مترية فريدمان، أو مترية فريدمان–روبرتسون–ووكر (FRW)، أو مترية روبرتسون–ووككر (RW)، أو مترية فريدمان–لوميتر (FL). يُسمى هذا النموذج أحيانًا  «النموذج المعياري» لعلم الكون الحديث، على الرغم من أن هذا الوصف مرتبط أيضًا بنموذج لامبدا سي دي إم الذي طُور بشكل أكبر. طُور نموذج مترية فريدمان-لوميتر-روبرتسون-ووكر بشكل مستقل من قبل العلماء المذكورين خلال عشرينيات وثلاثينيات القرن العشرين.

## نظرة تاريخية
توصل عالم الرياضيات السوفياتي ألكسندر فريدمان إلى النتائج الرئيسية لنموذج مترية فريدمان-لوميتر-روبرتسون-ووكر لأول مرة في عامي 1922 و1924. على الرغم من أن مجلة الفيزياء المرموقة «Zeitschrift für Physik» (مجلة الفيزياء) قد نشرت بحثه، إلا أنه لم ينشهر بين العلماء المعاصرين في ذلك الوقت. كان فريدمان على اتصال مباشر مع ألبرت أينشتاين، الذي عمل، نيابةً عن مجلة الفيزياء، كمحكم علمي لعمل فريدمان. في النهاية، أقر أينشتاين بصحة حسابات فريدمان، لكنه فشل في تقدير أهمية تنبؤاته.
توفي فريدمان في عام 1925. وفي عام 1927، وصل جورج لومتر، كاهن بلجيكي وعالم فلك وأستاذ فيزياء دوري في الجامعة الكاثوليكية في لوفين، بشكل مستقل إلى نتائج مماثلة لنتائج فريدمان ونشرها في مجلة «Annales de la Société Scientifique de Bruxelles» (حوليات الجمعية العلمية في بروكسل). في ظل الأدلة الرصدية على تمدد الكون التي اكتشفها إدوين هابل في أواخر عشرينات القرن العشرين، لوحظت نتائج ليميتر على وجه الخصوص من قبل آرثر إدينجتون، وبين عامي 1930 و1931، تُرجم بحث ليميتر إلى الإنجليزية ونُشر في مجلة  الإشعارات الشهرية للجمعية الفلكية الملكية.
استكشف هوارد بيرسي روبرتسون من الولايات المتحدة وآرثر جيفري ووكر من المملكة المتحدة الموضوع أكثر خلال الثلاثينات. في عام 1935، أثبت روبرتسون ووكر بدقة أن مترية مترية فريدمان-لوميتر-روبرتسون-ووكر هي الوحيدة المتعلقة بالزمكان المتجانس مكانيًا وموحد الخواص.
يختلف هذا الحل، الذي يُطلق عليه غالبًا مترية روبرتسون ووكر لأنهما أثبتا خصائصه العامة، عن نماذج فريدمان لوميتر الديناميكية، التي تُعد حلولًا محددة لمعامل التحجيم الذي يفترض أن المساهمات الوحيدة في الإجهاد والطاقة هي المادة الباردة (الغبار) والإشعاع والثابت الكوني.

## الأدلة الرصدية
من خلال الجمع بين البيانات الرصدية من بعض التجارب، مثل تلك الخاصة بمسبار ويلكينسون لقياس التباين الميكروي ومرصد بلانك الفضائي، مع نتائج نظرية أييلرز-جيرين-زاكس وتعميمها، يتفق علماء الفيزياء الفلكية اليوم على أن الكون متجانس تقريبًا وموحد الخواص (عند أخذ المتوسط على نطاق واسع جدًا) وبالتالي فهو يُعتبر زمكان مترية فريدمان-لوميتر-روبرتسون-ووكر.